# Sgt. Pepper's Lonely Hearts Club Band (노래)
〈Sgt. Pepper's Lonely Hearts Club Band〉는 폴 매카트니(레논-매카트니에게 표기됨)가 작곡한 곡으로 1967년에 비틀즈에 의해 같은 이름의 음반에 처음으로 녹음되어 발매되었다. 이 노래는 음반에 두 번 나온다: 오프닝 트랙으로(〈With a Little Help from My Friends〉로 표시), 그리고 〈Sgt. Pepper's Lonely Hearts Club Band (Reprise)〉는 끝에서 두 번째 곡이다(〈A Day in the Life〉로 표시). 타이틀 곡으로 가사는 음반에서 공연하는 가상의 밴드를 소개한다.
원래 음반이 발매된 이후로는 〈Sgt. Pepper's Lonely Hearts Club Band〉는 또한 다양한 비틀즈 싱글과 컴필레이션 음반에도 발매되었다. 이 곡은 또한 지미 헨드릭스와 U2를 포함한 몇몇 다른 음악가들과 빌 코스비의 코믹 해석은 존 필립 수자의 《워싱턴 포스트 3월》을 기악 교량으로 사용하였다.

## 참여 인원
풀 버전
- 폴 매카트니 – 리드 보컬, 베이스 기타, 리드 기타
- 존 레논 – 하모니 보컬, 리듬 기타
- 조지 해리슨 – 하모니 보컬, 리드/리듬 기타
- 링고 스타 – 드럼
- 조지 마틴 – 오르간
- 닐 샌더스 – 프렌치 호른
- 제임스 W, 벅 – 프렌치 호른
- 토니 랜델 – 프렌치 호른
- 존 버든 – 프렌치 호른

재현부
- 폴 매카트니 – 리드 보컬, 베이스, 해먼드 오르간
- 존 레논 – 리드 보컬, 리듬 기타
- 조지 해리슨 – 리드 보컬, 리드 기타
- 링고 스타 – 리드 보컬, 드럼, 탬버린, 마라카스